# Epichoristodes macrosema
Espèce
Epichoristodes macrosema est une espèce de lépidoptères de la famille des Tortricidae. On la trouve à Madagascar.